# Terre natale
Pour les articles homonymes, voir Terre natale (homonymie).
Roman sur les Royaumes oubliés
Terre natale est le titre en français du roman Homeland de R.A. Salvatore basé sur le monde imaginaire des Royaumes oubliés.
Une traduction partielle du roman anglophone fut publiée par Fleuve noir en 1994. Une édition intégrale fut publiée en grand format par Milady en 2008, puis en format poche en 2009.

## Personnages principaux
- Drizzt Do'Urden
- Zaknafein Do'Urden
- Malice Do'Urden
- Briza Do'Urden
- Maya Do'Urden
- Vierna Do'Urden
- Dinin Do'Urden
- Masoj Hun'ett
- Alton Devir
- Matronne Baenre

## Résumé
La Trilogie de l'Elfe Noir retrace les origines de Drizzt Do'Urden, le Drow renégat à sa patrie qui a choisi de vivre à la surface. Ce roman, premier de la trilogie, raconte les trente premières années de sa vie à Menzoberranzan. 
Dans la cité drow, intrigues, conspirations et meurtres ne sont pas seulement acceptées, mais vivement encouragées. La déesse des elfes noirs, Lloth, est avide de chaos et récompense à juste titre les traîtres et les audacieux... Et la maison Daermon N'a Shezbaernon, plus connue sous le nom de Do'Urden, n'est pas la dernière à appliquer ces principes divins. Dans la culture matriarcale des drows, chaque maison noble est gouvernée par une mère-matrone ayant le pouvoir absolu sur ses sujets qui se composent de sa parenté, d'autres drows non-nobles à leur service (soldats ou sorciers) et d'une multitude d'esclaves (kobolds, Gobelins, gobelours et orcs pour la majorité).
Les huit maisons les plus puissantes dirigent la ville et le but de toutes les autres, dont Do'Urden, est de prendre leur place. L'équilibre précaire de cette hiérarchie est la seule barrière qui empêche la ville de sombrer dans le chaos le plus total.

Drizzt naquit justement dans cette maison la nuit même où elle attaqua une maison rivale, la maison Devir. Troisième fils, il devait être sacrifié à Lolth comme l'exige la tradition. Mais c'était sans compter la traîtrise de Dinin le cadet qui, profitant de la confusion générale de l'attaque, poignarda dans le dos Nalfein son aîné. Drizzt devint alors malgré lui le second fils et échappa ainsi à la mort. 
Il est le fils de Zaknafein le maître d'armes de la maison Do'Urden, c'est-à-dire le plus talentueux de ses guerriers et l'amant de la mère-matrone Malice. Drizzt a également trois sœurs, dont la plus "douce", si ce terme a un quelconque sens dans le monde des elfes noirs, serait Vierna qui partage le même père que lui. Si les personnalités de Drizzt et de Vierna sont différentes de celles de leurs congénères à des degrés variables, ce n'est pas une coïncidence. Leur père, Zaknafein, avait des valeurs morales élevées et détestait sa vie de tueur à la solde des Do'Urden. Cependant il n'a jamais montré ses sentiments aux autres, car il se serait fait certainement tuer en l'avouant ; la "faiblesse" n'étant pas très bien vue chez les drows.
Drizzt fut d'abord "sevré" par sa sœur, Vierna, durant ses seize premières années, où il apprit entre autres à léviter, don réservé aux nobles. Vierna s'évertuait également à lui enseigner les valeurs de la société des drows à force de coups de fouet-serpent, car Drizzt semblait assez réfractaire à la sournoiserie. Zaknafein s'occupa quant à lui de son éducation martiale. Dans ce domaine il se révéla  particulièrement doué et fut naturellement envoyé à Melee Magthere, l'école des guerriers. Dans cette école, la formation ne durait que dix ans. Ce qui est relativement peu par rapport aux trente ans à Sorcere, l'école de sorcellerie ou cinquante ans à Arach-Tinilith, l'école des prêtresses. Tous les ans, il y avait une mêlée générale. Le but était très simple: être le dernier à ne pas être vaincu. Drizzt pour cela, s'associa avec Kelnozz de la maison Kenafin, Quinzième Maison de Menzoberranzan. Mais celui-ci le trahit. Drizzt ne finit que huitième tandis que Kelnozz troisième. En revanche, Drizzt se rattrapa en gagnant toutes les mêlées générales suivantes. Après les dix ans d'années d'études à Melee Magthere, Drizzt ressortit meilleur de sa promotion. Cependant il était loin d'être heureux. L'idée que ses frères drows étaient dans la mauvaise voie se fit de plus en plus nette dans son esprit. Il avait été témoins de tellement d'exactions que les drows infligeaient à leurs semblables ou à d'autres races que les illusions de sa jeunesse avaient depuis longtemps été détruites. 
Il participa ensuite à des excursions dans les tunnels obscurs d'Outreterre. Les elfes noirs avaient pour habitude de harceler leurs voisins les plus faibles, parfois dans l'unique but de passer le temps. Cette activité mina le moral de Drizzt, mais il trouva l'amitié chez un "coéquipier" peu ordinaire. Il s'agissait de Guenhwyvar, une panthère magique issue du plan astral. La panthère appartenait à Masoj Hun'ett, un élève de Sorcere qui avait assuré son enseignement magique dans les derniers mois de son apprentissage, et qui le haïssait (la réciproque étant vraie). 
Durant ces excursions, Drizzt essaya de son mieux d'épargner les victimes de ses propres hommes. Il y fit deux rencontres déterminantes. La première fut traumatisante pour Drizzt: un raid à la surface en l'honneur de la Reine-Araignée. Ils tombèrent sur un clan d'elfes de la lune. Là encore il n'y eut qu'une seule survivante, une enfant que Drizzt cacha sous le cadavre de sa mère pour l'épargner de la férocité de ses semblables. Cette ruse n'échappa pas à Lolth qui punit sévèrement les Do'Urden. Lors de la seconde, il participa à un raid sur un groupe de svirfneblins, les pacifiques gnomes des profondeurs. Drizzt s'illustra en éliminant un élémental de pierre : privé de sa force de frappe majeure par un drow isolé, tout le groupe fut décimé à l’exception leur chef, Belwar Dissengulp, qui eut la vie sauve grâce à Drizzt. Cependant, ses mains furent tranchées, en guise d'avertissement. 
Lors d'une cérémonie que Matrone Malice avait organisé, afin de profiter du prestige divin de l'action de grace de Drizzt, une servante de la reine Araignée lui apprit qu'un membre de sa famille avait attiré la disgrâce sur la maison. La nature clémente du Deuxième fils, déjà connue, apparut alors à sa famille comme étant susceptible de détruire la maison Do'Urden. Pour regagner les faveurs de la Reine-Araignée, Malice ne voulant pas se résigner à tuer son fils si doué et prometteur, sacrifia Zaknafein. 
Ce qui paraissait autrefois comme un rêve à Drizzt s'imposa alors comme étant la seule issue possible : fuir loin de Menzoberranzan. Sur sa route s'interposa Masoj Hun'ett et Alton Devir qui, ironie du sort, celui-ci se révéla être l'unique survivant de la maison Devir, décimée par les Do'Urden la nuit où naquit Drizzt. Ils tombèrent finalement sous les lames de Drizzt et les crocs de Gwenwyvar.

## Remarque
- Terre natale n'est pas le premier roman sur le plus célèbre elfe noir des Royaumes oubliés. Il apparaît pour la première fois dans L'Éclat de cristal, qui est la suite chronologique de la Trilogie de l'Elfe Noir que constituent Terre Natale, Terre d'exil et Terre promise.

- Il existe une adaptation comics de La Légende de Drizzt, comptant actuellement les 5 premiers tomes, à savoir Terre Natale, Terre d'exil, Terre Promise, L'Éclat de cristal et Les Torrents d'Argent. Édités par Milady Graphics, ils sont scénarisés par Andrew Dabb, et dessinés par Tim Seeley, avec la participation de R.A. Salvatore.